# 埃辛
埃辛（德語：Essing，發音：[ˈɛsɪŋ]）是德国巴伐利亚州下巴伐利亚行政区凯尔海姆县的市镇，面积17.32平方千米，2023年12月31日人口为1,144人。